# داوسن (مینه‌سوتا)
داوسن، مینه‌سوتا (به انگلیسی: Dawson, Minnesota) یک شهر در ایالات متحده آمریکا است که در مینه‌سوتا واقع شده‌است.

## خصوصیات
داوسن ۳٫۸۳ کیلومترمربع مساحت و ۱٬۵۴۰ نفر جمعیت دارد و ۳۱۹ متر بالاتر از سطح دریا واقع شده‌است.